# Avvistamento del volo 1628 delle Japan Airlines
L'avvistamento del volo 1628 delle Japan Airlines è un avvistamento di UFO avvenuto nel novembre del 1986 nei cieli dell'Alaska da parte di un Boeing 747 cargo delle Japan Airlines.

## Descrizione degli avvenimenti
Il 17 novembre 1986 un aereo cargo della Japan Airlines stava volando da Parigi a Tokyo lungo una rotta che attraversava l'Islanda, la Groenlandia, il Canada e l'Alaska. L'equipaggio era composto dal comandante Kenju Terauchi, dal co-pilota Takanori Tamefuji e dall'ingegnere di volo Yoshio Tsukuda. Lungo la tratta tra Reykjavík e Anchorage, intorno alle ore 17:10 l'equipaggio vide alcune luci circa 2.000 piedi sotto l'aereo. I piloti pensarono ad alcuni caccia militari di pattuglia. Dopo pochi minuti due oggetti luminosi apparirono di fronte all'aereo quasi fermandosi ed emettendo fasci di luce di colore bianco e giallo-ambra, che illuminarono la cabina di pilotaggio; il comandante riferì di avere sentito sul viso il calore delle luci, mentre il co-pilota riferì che sugli oggetti si vedevano anche delle luci arancione, rosse e verdi simili "alle luci variegate di un albero di Natale". I due oggetti tenevano il passo con l'aereo, muovendosi all'unisono tra di loro. Alle 17:11, il comandante Kenju Terauchi notò due velivoli lontani sulla sua sinistra a circa 610 metri sotto la sua quota di volo, pensando si trattasse di velivoli militari. Gli oggetti andavano a passo con la sua rotta e alla stessa velocità. Tra le 17:18 e le 17:19, gli oggetti virarono bruscamente verso JAL 1628 posizionandosi di fronte ad una distanza compresa tra i 300 ed i 150 metri, assumendo una posizione statica. Durante la manovra attivarono "una specie di spinta inversa, emettendo luci molto abbaglianti". Per raggiungere la velocità dell'aereo durante il loro avvicinamento laterale, gli oggetti mostrarono ciò che Terauchi descrisse come una totale inosservanza dell'inerzia: "Gli oggetti volavano come se non esistesse la gravità. Acceleravano, poi si fermavano, poi riprendevano a volare alla nostra velocità, verso di noi, cosicché a noi pareva stessero fermi. Un istante dopo, cambiavano rotta. In altre parole, l'oggetto aveva sopraffatto la gravità." La spinta in direzione contraria alla rotta causava un bagliore che durava dai 3 ai 7 secondi, con una ampiezza di raggio che al capitano Terauchi era possibile percepire il suo calore. A questo punto fu avvisato il Controllo Traffico Aereo (alle 17:19,15") che confermò di non avere nessun oggetto sul radar nella posizione indicata da JAL 1628. Dopo circa 3 minuti, gli oggetti si posizionarono lateralmente al Boeing 747, rimanendo in questo assetto per altri 10 minuti. Accompagnarono l'aereo con un movimento ondulatorio e alcune rotazioni in avanti e indietro degli ugelli dei velivoli, il che faceva presumere che fossero comandati automaticamente, emettendo bagliori prima più forti poi più deboli. Ogni oggetto aveva una forma quadrata, formata da due parti rettangolari che sembravano ugelli o propulsori ardenti, separati da una sezione scura centrale. Il comandante Terauchi, durante il rapporto che disegnò, dichiarò che gli oggetti avrebbero potuto apparire cilindrici se fossero stati osservati da una diversa angolazione e che, il movimento che osservò degli ugelli potesse derivare dalla rotazione stessa dei cilindri. Gli oggetti si allontanarono improvvisamente verso le 17:23,13", muovendosi sotto la linea d'orizzonte verso est. Il comandante vide in lontananza una pallida luminosità. Il radar dell'aereo rilevò qualcosa ad una distanza di 13-15 km; venne contattato il controllo di volo, che riferì di non vedere nulla sui radar ma contattò il Regional Operational Control Center della base militare di Elmendorf, che invece comunicò di rilevare un segnale radar. Dopo un po' l'aereo si avvicinò a Fairbanks e le luci della città permisero di individuare un altro oggetto, che ai piloti sembrò più grande di una portaerei. Il comandante chiese il permesso di modificare la rotta, ottenendolo. Il centro di controllo chiamò un aereo passeggeri della United Airlines partito da Anchorage verso Fairbanks e gli chiese di accertare se c'era qualcosa di anomalo quando avrebbe incrociato l'aereo cargo delle Japan Airlines. Nel frattempo il comandante dell'aereo giapponese riferì che l'oggetto era scomparso. I due aerei si incrociarono ad una distanza di 12 miglia e i piloti dell'aereo passeggeri non videro altri oggetti vicino all'aereo delle Japan Airlines. Fu allertato anche un aereo militare C-130 che volava nella zona, ma non vide nulla di anomalo. L'aereo giapponese atterrò ad Anchorage alle 18:20.

## Inchiesta e spiegazioni
Nel dicembre 1986 la Federal Aviation Administration (FAA) aprì un'inchiesta sull'accaduto. L'equipaggio confermò i fatti, definendo i piccoli oggetti come "le piccole navi" e i grandi oggetti come "la nave madre". Si interessò alla vicenda anche il CSICOP e nel gennaio del 1987 lo scettico Philip J. Klass pubblicò un articolo in cui affermava che gli UFO avvistati erano i pianeti Marte e Giove, allora eccezionalmente luminosi. Il 5 marzo 1987 la FAA convocò una conferenza stampa, in cui affermò che a parte un segnale radar non c'erano altri elementi per confermare quanto era stato riferito dall'equipaggio. Dai tracciati di volo si poteva comunque escludere l'ipotesi dei pianeti, che si trovavano da un'altra parte rispetto alla cabina di pilotaggio. Qualche mese dopo, Klass pubblicò un altro articolo, in cui ipotizzava che l'avvistamento si poteva spiegare con il riflesso della luce della Luna sui cristalli di ghiaccio delle nubi, che avrebbero anche scomposto la luce nei colori dello spettro visibile come avviene con l'arcobaleno; il segnale radar si poteva spiegare con un'eco riflesso sulle stesse nubi. La spiegazione di Klass è stata rigettata dal fisico e ufologo Bruce Maccabee, che ha affermato che così non si spiegano i potenti fasci di luce bianca e gialla che sono stati irradiati dai due UFO più piccoli e che hanno illuminato la cabina di pilotaggio.